# Dealul Boiștea
Dealul Boiștea (583 m altitudinea maximă) sau Dealul Budaru este o structură anticlinală ce face parte din unitatea de orogen situată pe flancul exterior al Carpaților Orientali - Subcarpații Moldovei. Se află în grupa Subcarpațiilor Neamțului și limitează la est Depresiunea Neamțului, având un rol protectiv climatic în raport cu aceasta.
Deși inclus morfologic în mod tradițional Subcarpaților, din punct de vedere geologic aparține în principal subunității piemontane a Podișului Moldovei, fiind format din acumulări fluvio-deltaice ale paleo-rețelei de râuri, în Sarmațian.
În decursul istoriei dealul a avut și un rol militar, facilitând din acest punct de vedere apărarea depresiunii situate la vest de acesta și astfel, a culoarului prin care se face trecerea spre Transilvania.

## Localizare

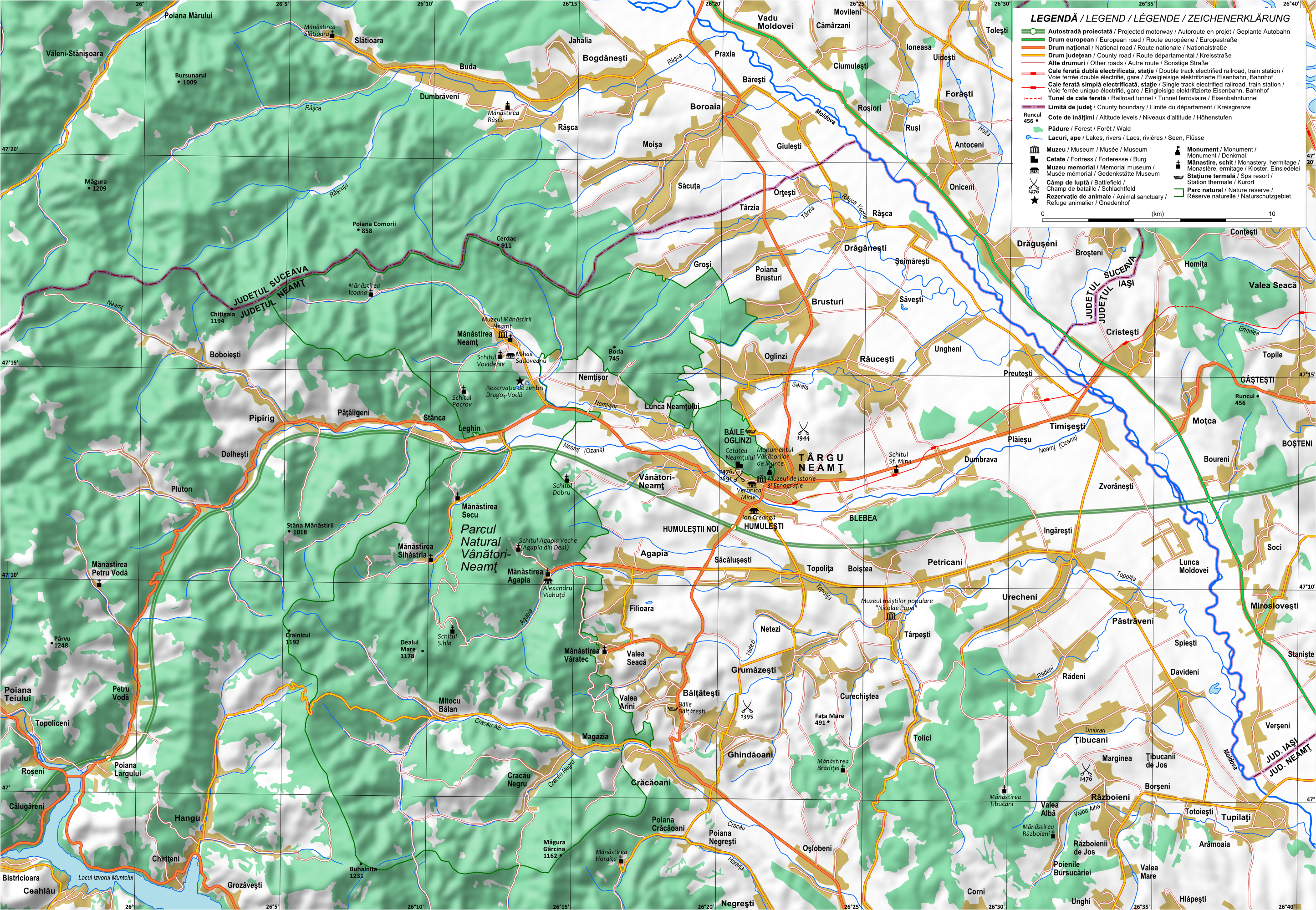
Harta topografică a arealului Târgu Neamț. Dealul Boiștea se află în estul depresiunii, între Culmea Pleșului și Dealul Corni.

Este localizat în partea de est a Depresiunii Neamțului între Culmea Pleșului și Dealul Corni, cele trei dealuri limitând extern depresiunea și asigurând un rol de protecție pentru aceasta, în ce privește fenomenele meteorologice cu finalitate negativă.
Este situat între văile Neamțului și Topoliței, văi cu caracter de „porți” prin care cuveta depresionară comunică cu valea Moldovei. Reprezintă astfel limita estică depresionară a cumpenei apelor dintre cele două râuri.
Face parte din anticlinoriul Culmii Pleșului (format din Culmea Pleșului propriu-zisă – cea mai înaltă subunitate, Dealul Boiștea (Budaru), Dealul Bodești (Corni), Dealul Chicera, Dealurile Bahnei (Runc) și Glacisul Moldoveni), fiind situat în grupa Subcarpaților Neamțului. Tradițional, limita externă a Subcarpaților Moldovei este fixată la estul dealurilor Boiștea, Corni, Mărgineni și Runc, în zona de contact cu terasele râurilor Moldova și Siret. Dealul se află astfel în segmentul central al laturii externe a Subcarpaților Moldovei, segment cu un profil mai calm decât cel nordic (Culmea Pleșului) și cel sudic (Pietricica Bacăului) și mai coborât cu circa 200 m.

## Elemente de geologie

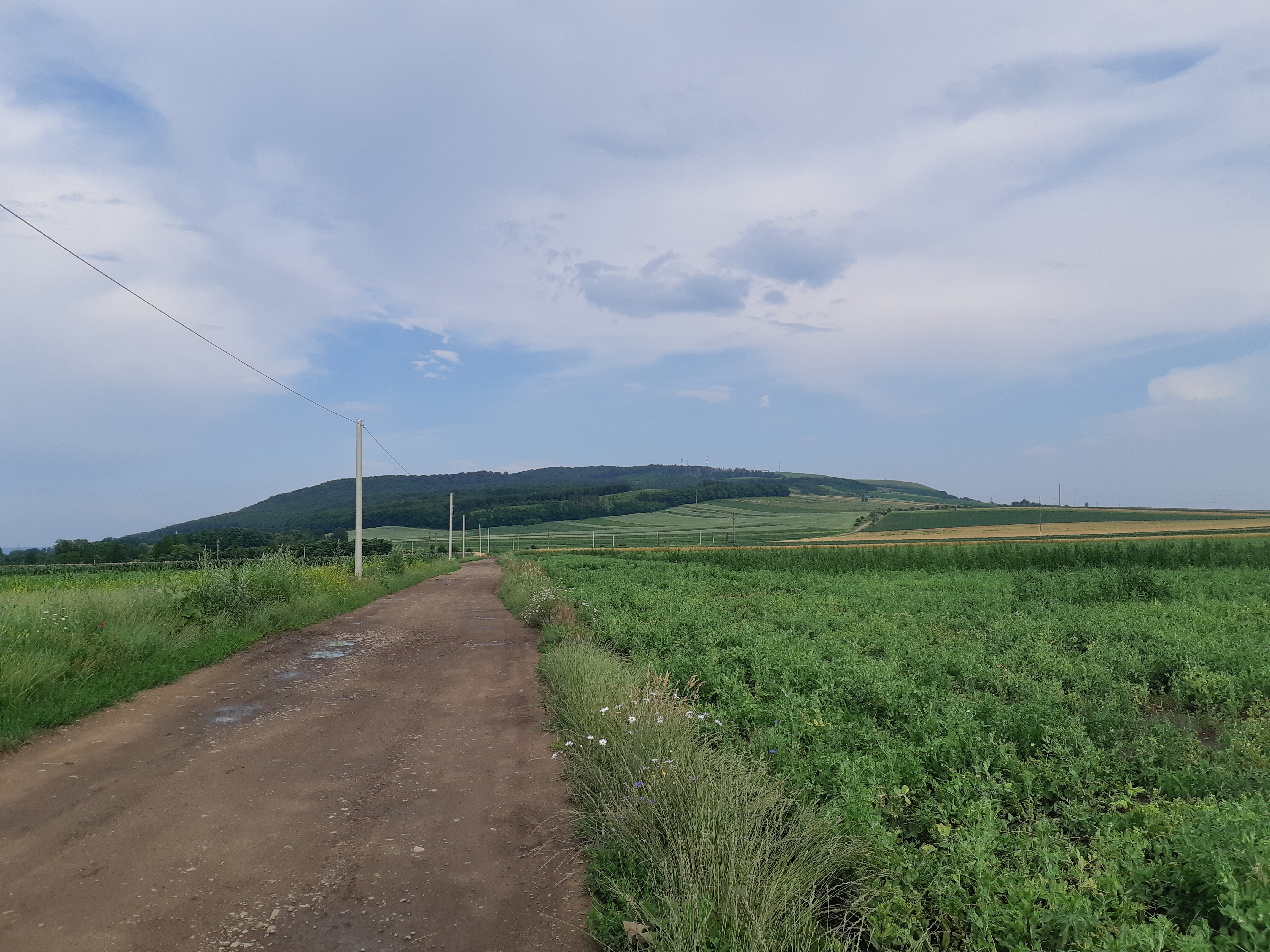
Perspectivă dinspre vest a dealului, de pe drumul Târgu-Neamţ-Boiştea.

Structurile anticlinale ale grupe subcarpatice respective exprimă numai o convergență morfologică, deoarece ele aparțin în fapt subunității piemontane a Podișului Moldovei și sunt formate din acumulări fluvio-deltaice ale paleo-rețelei de râuri, depozite care nu sunt în relație cu molasa din avanfosă și structura cutată a acesteia. Astfel, limita propriuzisă dintre subcarpați și piemontul podișului se află baza flancurilor din partea de vest ale  dealurilor Boiștea, Corni, Stânca, Mărgineni, Bârjoveni și Runc, adică la limita balamalei teraselor superioare ale râurilor Neamț și Cracău. Dealurile din estul depresiunilor Neamț și Cracău-Bistrița sunt astfel, resturi sarmațieneale treptei piemontane moldave, distruse prin înălțările subcarpaților și podișului.
Format succesiv  dinspre nord spre sud în cea mai mare parte în epoca sarmațiană (la nord de valea râului Moldova și parțial în actuala zonă dintre  Moldova și Trotuș), precum și pe măsura retragerii spre sud a lacului moldav, în intervalul pliocen-cuaternar, Piemontul Moldav a fost distrus de înălțarea subcarpaților și a Podișului Moldovenesc.
Partea sa superioară este formată din pietrișuri și nisipuri. Limita față de sectorul subcarpatic propriu-zis este dată de o linie care unește localitățile Blebea, Boiștea și Târpești și care trece la nivelul dealului la o altitudine aproximativă de 500 m.

## Elemente de geomorfologie
Deschiderile depresiunii spre valea Moldovei sunt largi, atât pe valea Topoliței (situată între dealurile Boiștea și Corni), cât și pe cea a Ozanei, situată la nord de deal, ultima fiind cea mai largă.
Versantul nordic al dealului este mai abrupt. Unde debușează văile torențiale coboarâte de pe versanți, apar conuri de dejecție.

## Vegetație și faună
Vegetația spontană actuală este reprezentată de o foioase, între care predomină predomină stejarul și care împădurește bine culmea.

## Elemente de geografie umană și economică

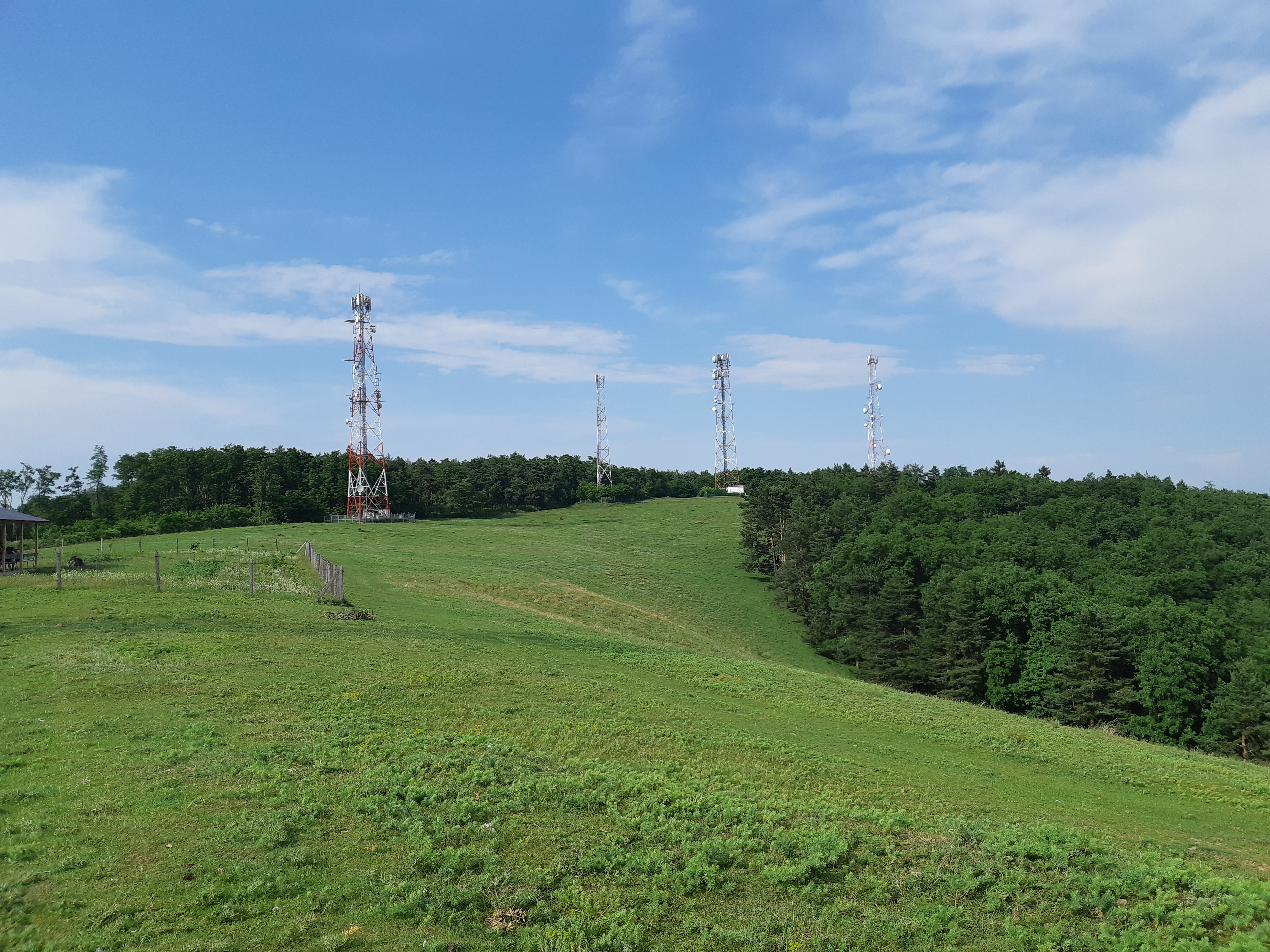
Dealul Boiștea - releele din vârf.

La poalele dealului se află  situate satele Boiștea și Blebea, pe flancurile nordic de pe dreapta Neamțului și respectiv, pe cel sudic de pe stânga Topoliței, ambele localități fiind situate într-o poziție de contact dintre deal și depresiune. Tot în partea de sud, la vest, este situat satul Plugari. Pe deal sunt situate relee de televiziune și telefonie, precum și o cruce luminoasă.
Numele satului Boiștea provine de la „boiște” = loc de luptă sau loc unde are loc bătaia peștilor  (depunerea și fecundarea icrelor) Este de menționat astfel că, alături de dealurile Pleșu și Corni, dealul Boiștea a avut în decursul timpului un rol de protecție pentru Depresiunea Neamțului, în ce privește expunerea la invaziile dușmane. Astfel, vatra satului Blebea, situată până în secolul XVIII pe partea stângă a Ozanei în lungul drumului care duce spre Pașcani, a fost mutată din rațiuni protective pe locația actuală, date fiind desele invazii. O motivație similară există și în ce privește situarea vetrei satului Boiștea, aflată pe valea Topoliței, deși în acest caz ar putea fi luată în discuție și situarea favorabilă din punct de vedere al climatului dat de expunerea sudică.
De asemenea, în cel de-Al Doilea Război Mondial, linia de fortificații care închidea coridorul de pătrundere spre Transilvania, al cărui capăt estic era în Depresiunea Neamțului, trecea peste Ozana pe la Blebea pe lângă pădurea Boiștea, mergea spre satul Dumbrava pe lângă herghelia de cai și de aici continua pe marginea pădurii Cenușa-Ingărești. Alături de amplasamente de artilerie destinate să neutralizeze înaintarea trupelor sovietice, pe deal se găsea un punct de observare al Armatei României, cu vizibilitate începând de la zona de fortificații de pe Imașul Târgului, spre Vârful Steagului, Poiana Lungă, Munteni, Trofinești, Curătura, Dumbrava, Pădurea Făgițel, Coverca și spre valea Ozanei spre Timișești, până la râul Moldova.
Căile de comunicație rutiere principale care înconjoară dealul sunt reprezentate la nord de acesta de DN15B, care unește orașul Târgu Neamț de DN2, la vest și sud pe valea Topoliței de DJ155I și la est de DJ155B.

## Bibliografie

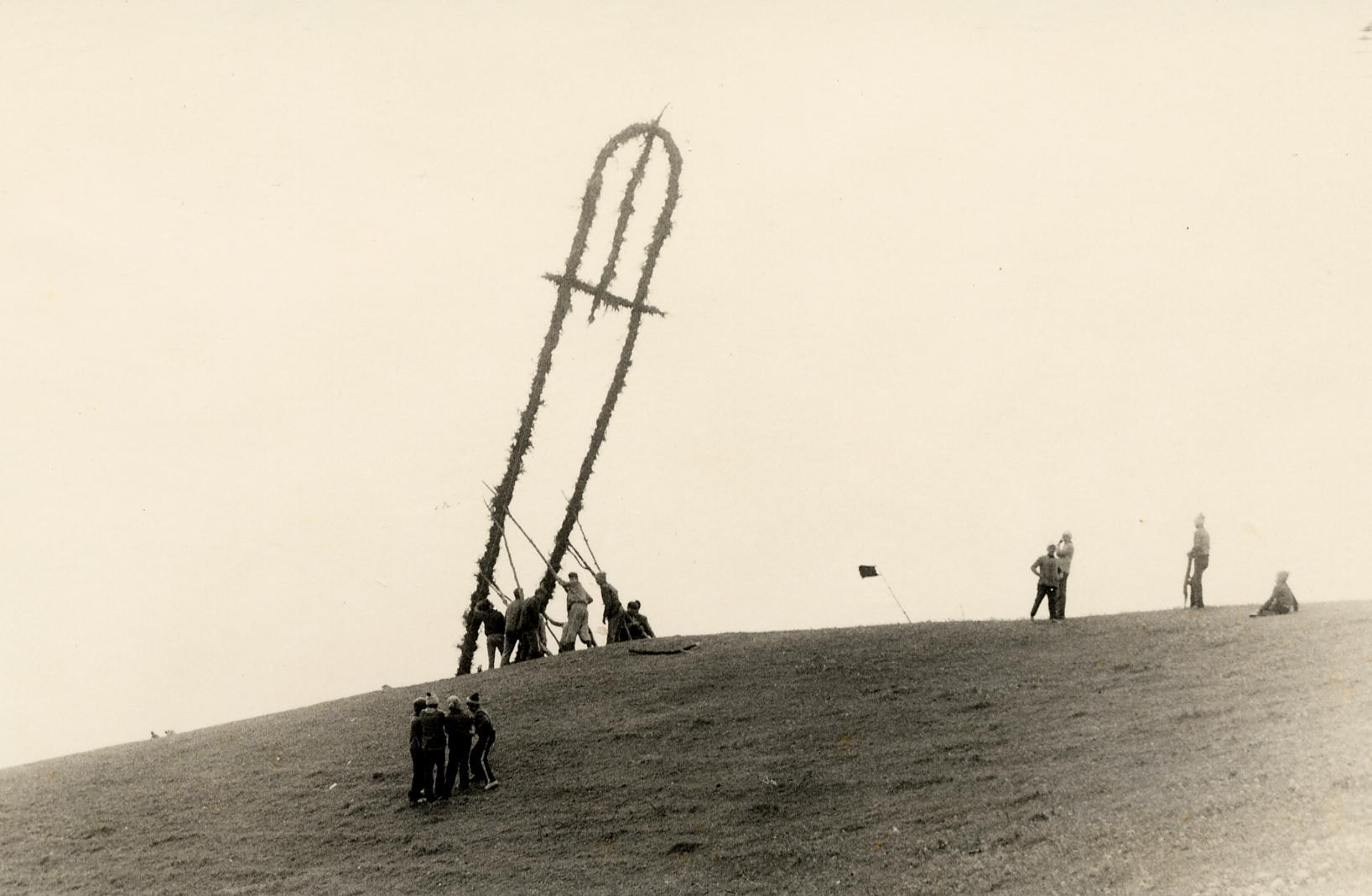
Înălțarea în ajunul Paștelui a coroanei, pe culmea dealului Boiștea.